# FineReader
Chronologie des versions
ABBYY PDF Transformer+ (d)
FineReader est un logiciel de reconnaissance optique de caractères développé par ABBYY,.
Les utilisateurs peuvent utiliser le programme pour convertir des documents images (photos, scans, fichiers PDF) et des captures d'écran en formats de fichiers modifiables, notamment Microsoft Word, Microsoft Excel, Microsoft PowerPoint, Rich Text Format, HTML, PDF/A, PDF interrogeable, CSV et txt (texte brut).

## Note
1. ↑  « FineReader PDF 16: Release 2 build 16.0.13.4766 »
2. ↑  (ru) « Вектор модернизации: обзор обновленного ABBYY FineReader 12 », sur 3DNews - Daily Digital Digest (consulté le 7 août 2024)
3. ↑  (en-US) « ABBYY FineReader Pro is an unparalleled OCR solution », sur Engadget, 16 juin 2014 (consulté le 30 décembre 2021)
4. ↑  « Convertir PDF en Excel en ligne », sur PDF Guru (consulté le 4 octobre 2024)